# Distretto di Sai Yok
Il distretto di Sai Yok (in thailandese: ไทรโยค) è un distretto (amphoe) della Thailandia, situato nella provincia di Kanchanaburi.